# Халупкі (Рациборський повіт)
Халупкі (пол. Chałupki, нім. Annaberg) — село в Польщі, у гміні Кшижановиці Рациборського повіту Сілезького воєводства.
Населення — 1763 особи (2011).
У 1975-1998 роках село належало до Катовицького воєводства.

## Демографія
Демографічна структура станом на 31 березня 2011 року:
|          | Загалом | Допрацездатний вік | Працездатний вік | Постпрацездатний вік |
| -------- | ------- | ------------------ | ---------------- | -------------------- |
| Чоловіки | 834     | 167                | 583              | 84                   |
| Жінки    | 929     | 167                | 585              | 177                  |
| Разом    | 1763    | 334                | 1168             | 261                  |